# Merzbow
Masami Akita (秋田 昌美), (メルツバウ, Merutsubau) (19 de diciembre de 1956, Tokio, Japón), más conocido por su nombre artístico, Merzbow, es un músico de noise, activista social y escritor japonés. También fue miembro parcial del grupo de noise japonés Hijokaidan, siendo baterista. Desde 1979 ha lanzado más de 350 álbumes en diferentes sellos discográficos independientes. 
El nombre "Merzbow" proviene de un trabajo del artista alemán Kurt Schwitters, llamado "Merzbau". Este fue elegido para reflejar la influencia dadá de Akita y la estética del arte basura. Además de esto, Akita ha citado a una amplia gama de influencias del rock progresivo, del free jazz , música moderna y clásica, música concreta, BDSM y bondage japonés. Más recientemente, ha sido inspirado por el veganismo, los derechos de los animales y el ecologismo. 
Además de ser un prolífico músico, también ha escrito 17 libros y contribuciones, y ha sido editor de varias revistas en Japón. Ha escrito sobre una variedad de temas, sobre todo sobre el arte, el avant-garde y la cultura posmoderna. Sus trabajos más reconocidos han sido en los temas de la cultura BDSM y fetiche. Akita se ha interesado en otras formas de arte como ser la pintura, la fotografía, el cine y la danza Butoh.
En el año 2000, Extreme Records lanzó el Box set de 50 CD conocida como Merzbox. El trabajo de Akita ha sido objeto de varios álbumes remix y al menos un álbum tributo. Esto, entre otros logros, ha ayudado a Merzbow ser considerado por algunos como el "artista más importante del noise".

## Discografía seleccionada
- Rainbow Electronics (1990)
- Music for Bondage Performances (1991)
- Batztoutai With Memorial Gadgets (1993)
- Venereology (1994)
- Ecobondage (1995)
- Rainbow Electronics II (1996)
- Music for Bondage Performances 2 (1996)
- Oersted (1996)
- Pulse Demon (1996)
- Aqua Necromancer (1998)
- 1930 (1998)
- Tauromachine (1998)
- Doors Open at 8am (2000)
- Dharma (2001)
- Frog (2001)
- MAZK (con Zbigniew Karkowski, 2001)
- Amlux (2002)
- Merzbeat (2002)
- Merzbird (2004)
- Partikel (con Nordvargr, 2004)
- Sha Mo 3000 (2004)
- Bariken (2005)
- Live In Geneva (2005)
- Keio line (con Richard Pinhas, 2008)